# Krásna Hôrka
Krásna Hôrka (Hongaars: Krasznahorka) is een van oorsprong gotisch kasteel in Slowakije, dat hoog uittorent boven de naburige gemeente Krásnohorské Podhradie (ongeveer zes kilometer ten oosten van Rožňava) (regio Košice). De eerste schriftelijke vermelding van dit bouwwerk dateert uit 1333. Krásna Hôrka is thans een nationaal cultureel monument dat dienst doet als museum. In het kasteel kan men een originele kasteelkeuken zien, historische klankinstrumenten, eeuwenoude meubelen en schilderijen. In de kapel van deze burcht ligt het natuurlijk gemummificeerde lichaam van gravin Žofia Serédy opgebaard. Zij was echtgenote van een voormalige kasteelheer.
In de loop der eeuwen hadden belangrijke Hongaarse families, met name: Máriássy, Ákos, Bebek en Andrássy, de leiding over het kasteel.
Het meer dan 600 jaar oude fort werd in 2011 na een uitgebreide restauratie weer voor het publiek opengesteld maar brandde kort daarna af, op 10 maart 2012, als gevolg van droog gras dat vuur vatte. Het dak van het kasteel werd hierbij volledig verwoest. Tien procent van de historische collectie ging verloren en drie klokken smolten.

## Naamgeving
De naam Krásna Hôrka betekent letterlijk "mooie berg":
- Slowaaks: krásna - mooi,
- Tsjechisch: hora - berg.

## Geschiedenis

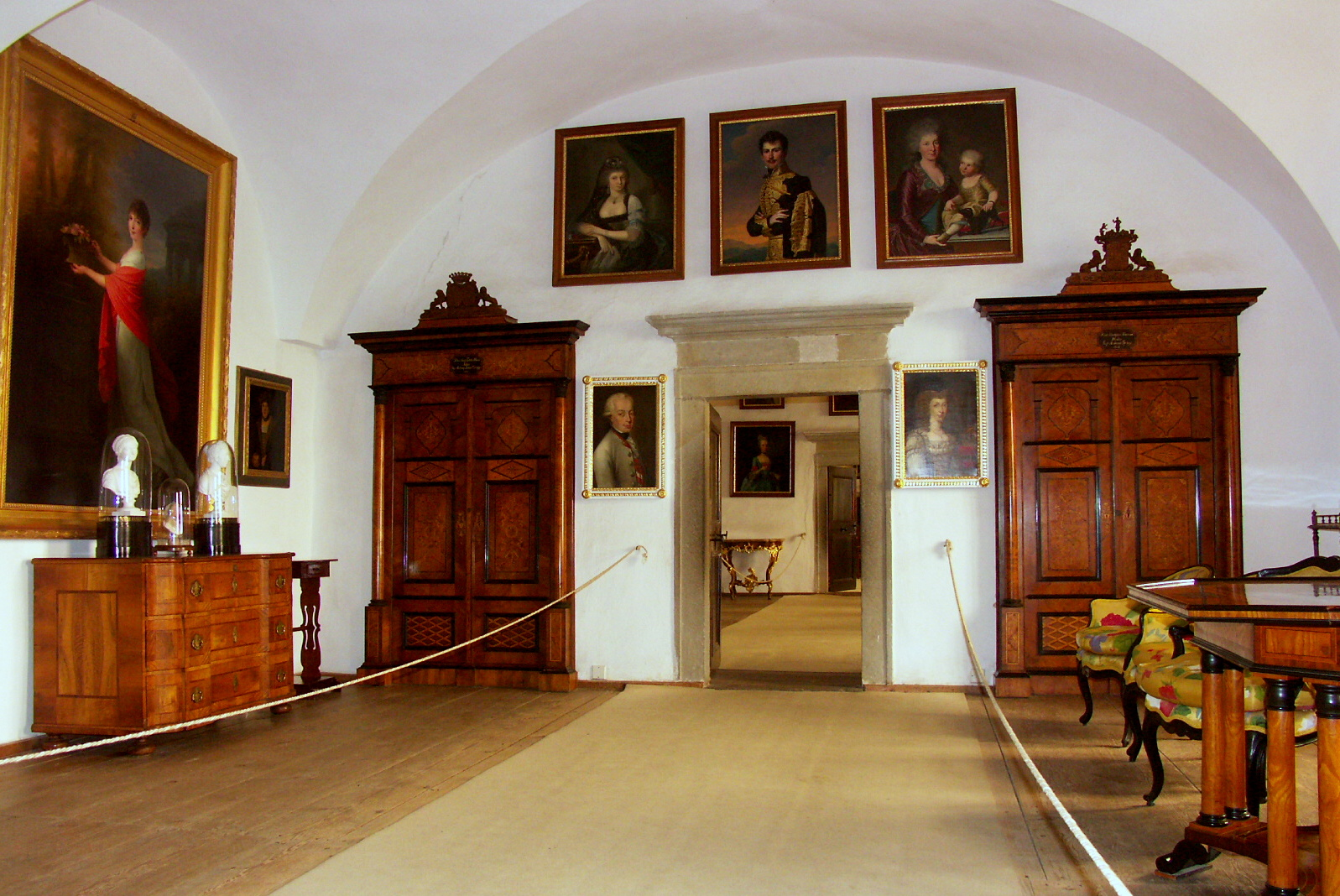
In het kasteel werd een familiaal museum van het geslacht Andrássy ingericht. Bezienswaardig zijn onder meer de zeer oude meubelen en schilderijen.

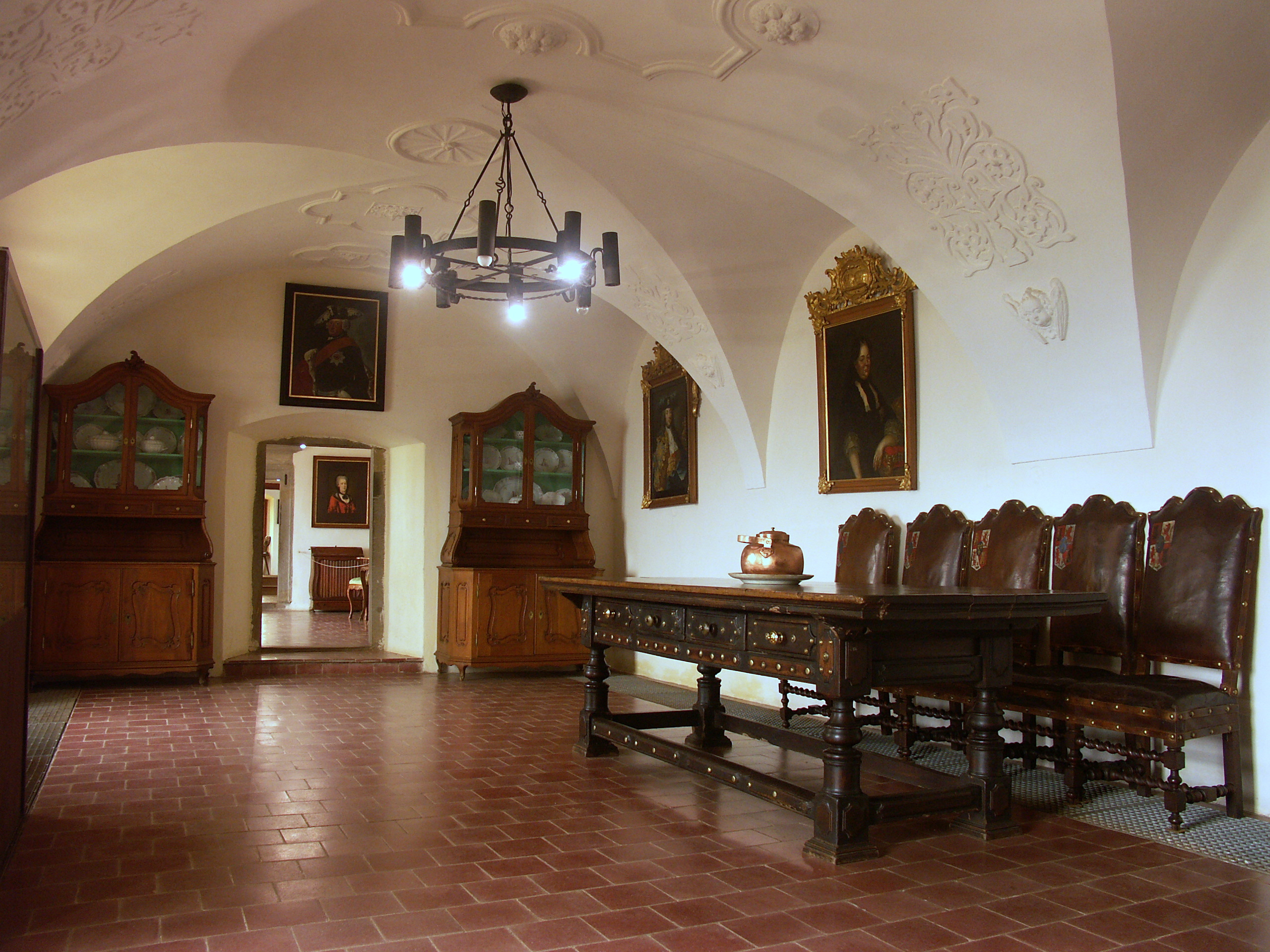
Eeuwenoud interieur.

Het huidige fort staat waarschijnlijk op de plaats waar voorheen een oude versterkte vesting stond, en waarvan de familie Máriássy als een der eerste eigenaars gekend is. Die oude burcht bood in 1241 bescherming aan koning Béla IV in zijn strijd tegen de Tataren. In dat jaar, op 11 april 1241, redde Ernye Ákos het leven van koning Béla IV tijdens de slag bij Mohi en in de loop van datzelfde jaar schonk de koning uitgebreide landeigendommen aan de genoemde familie.
Een nieuw fort werd in de 13e eeuw gebouwd door de gebroeders Filip en Detre Szárs Ákos, beiden kinderen van de in 1241 begunstigde Ákos-familie.
De bouw had tot doel de handelsroute te beveiligen die van Transsylvanië via Košice naar Spiš en het huidige Polen leidde, langs de mijngebieden van het Slowaakse Ertsgebergte. Het geslacht Ákos bleef deze burcht bewonen vanaf de schenking. Zowat een eeuw later, in 1352, kwam de vesting onder het bestuur van de familie Bebek.
In 1441 werd het fort bezet door het leger van de Tsjechische strateeg János Jiskra (1400–1469). Naderhand kwam het terug onder controle van de familie Bebek.
De dreiging van een Turkse invasie en de onenigheid met keizer Keizer Ferdinand I (1503-1564) dwongen František Bebek in 1546 om de burcht te versterken en te vergroten naar een project van de Italiaanse architect Alessandro da Vedano.
Tien jaar nadien, in 1556, belegerde de troepen van Ferdinand I de vesting, evenwel zonder succes. Een jaar later, in 1567, verloren zowel het echtpaar Bebek als hun zoon vrijwel gelijktijdig het leven, met als gevolg dat de familie uitstierf. Derhalve kon de keizer opnieuw vrijelijk over de burcht beschikken.
Omstreeks 1574-1578, stelde keizer Rudolf II het fort onder het beheer van de Hongaar Péter Andrássy die spoedig (van 1578 tot 1585) verbouwingen deed in renaissancestijl. Sedertdien handhaafde het adellijk geslacht Andrássy het bestuur. Later, in 1642, verwierf dit verwantschap het eigenlijke bezit via een schenkingsakte hetgeen de weg opende voor een geleidelijke verbouwing tot een aristocratisch verblijf, met alle elementen van een ingenieuze verdediging. Niettemin slaagde het leger van Imre Thököly erin om het slot anno 1678 in te lijven maar in 1685 hief Thököly's gelastigde de belegering op.
Tijdens Rákóczi's opstand, vanaf 1703, sloten vijf gebroeders van de familie Andrássy (István, György, Pál, Miklós en Mátyás) zich aan bij de Kuruc-revolutionairen en rebelleerden tegen de Habsburgse keizer. Alleen Péter Andrássy handhaafde zijn loyauteit ten overstaan van de vorst. Als gevolg daarvan werd hij in de herfst van 1706 door de opstandelingen korte tijd in het kasteel gegijzeld. In 1710 eindigde de bezetting van het bolwerk en spoedig volgde een renovatie, gelijktijdig met die van het Betliar-kasteel, dat eigendom was van Štefan Andrássy.
Anno 1729 bracht men boven de inkompoort een latijns jaardicht aan, met de volgende tekst:

"VT TVTIOR SIT PORTA POSVERE FRATRES SVB MAJORAT V BARONIS FRANCISCI ANDRASSI"(Onze broeders kunnen zich achter de poort beschermen onder de hoede van de grote baron Francis Andrassi)

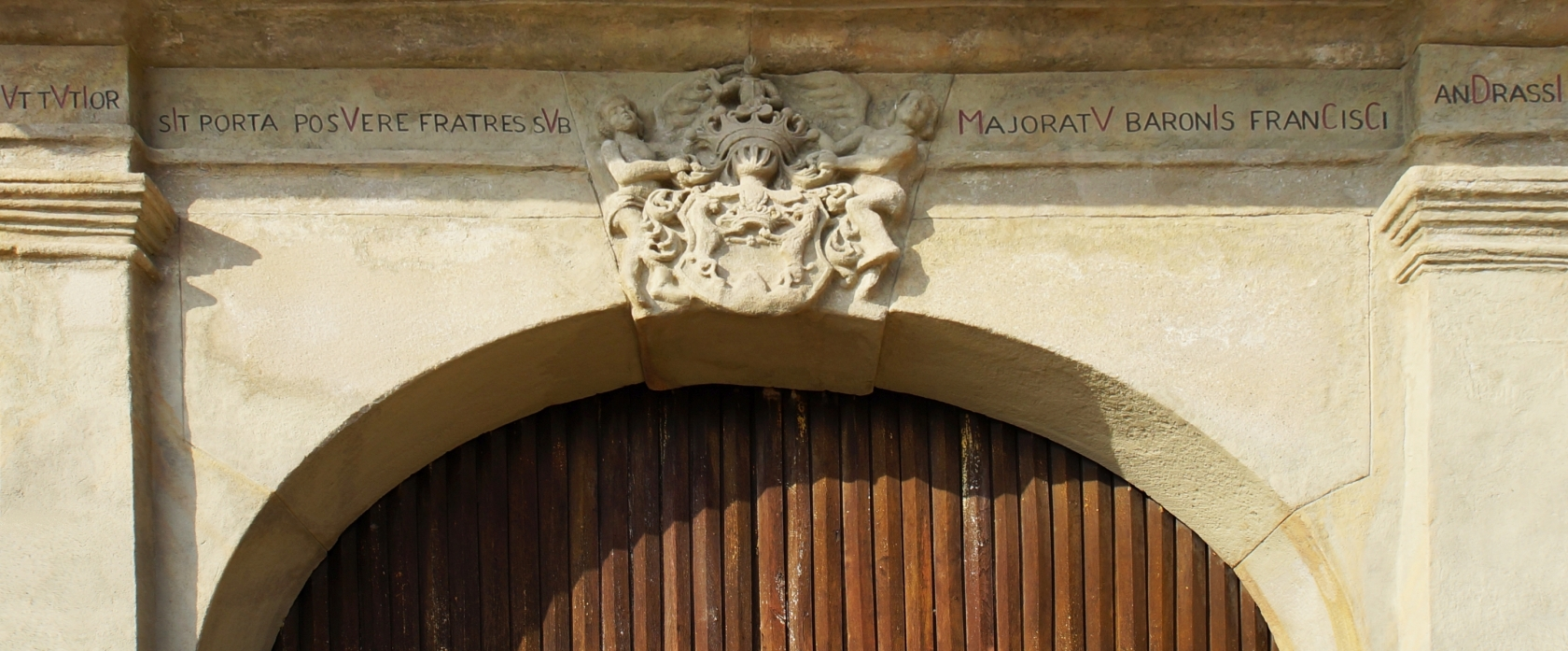
Chronogram boven de inkompoort van het kasteel. Doordat de tekst in hoofdletters is gebeiteld, geeft de kunstenaar de beduidende tekens weer in een in rode kleur.

Aanvankelijk was er in het gebouw geen bidvertrek met altaar voorhanden. Om die reden werd middels verbouwing van het kanonnenbastion in 1770 een kapel in barokstijl verwezenlijkt.
Ingevolge een blikseminslag, anno 1817, brak er brand uit in de oudste delen van het kasteel, maar de noodzakelijke herstellingen werden uitgevoerd en het complex bleef intact tot de brand van 2012.
Onder impuls van Dionysius Andrássy (1835–1913) en zijn echtgenote Františka Hablawetzová (1838–1902) werd tijdens de tweede helft van de 19e eeuw, een familiaal museum in het gebouw ondergebracht. Na het afsterven van zijn echtgenote in 1902, liet Dionysius tussen 1903 en 1906 het kasteel renoveren. Vanaf 1906 stelde hij het wederom open voor het publiek. Dionysius Andrássy was toen niet meer jong en overleed zelf in 1913 met als gevolg dat gravin Pallavicini de eigenares werd.
Ingevolge de Beneš-decreten (1945) nationaliseerde de Tsjecho-Slowaakse staat in 1948 de gehele vesting waarna ze geklasseerd werd als nationaal cultureel bezit.

## Bedevaartsoord

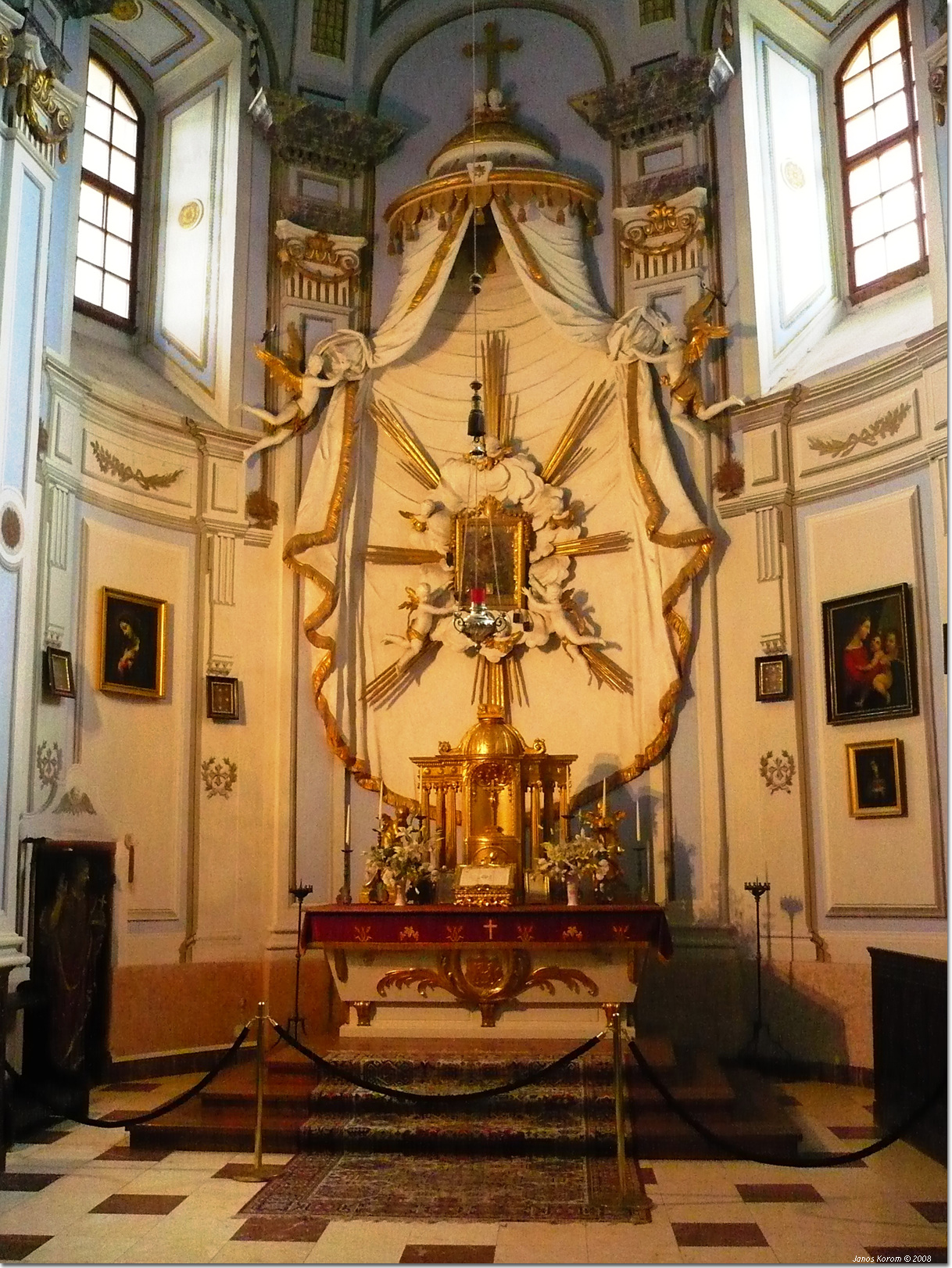
Interieur van de kapel.

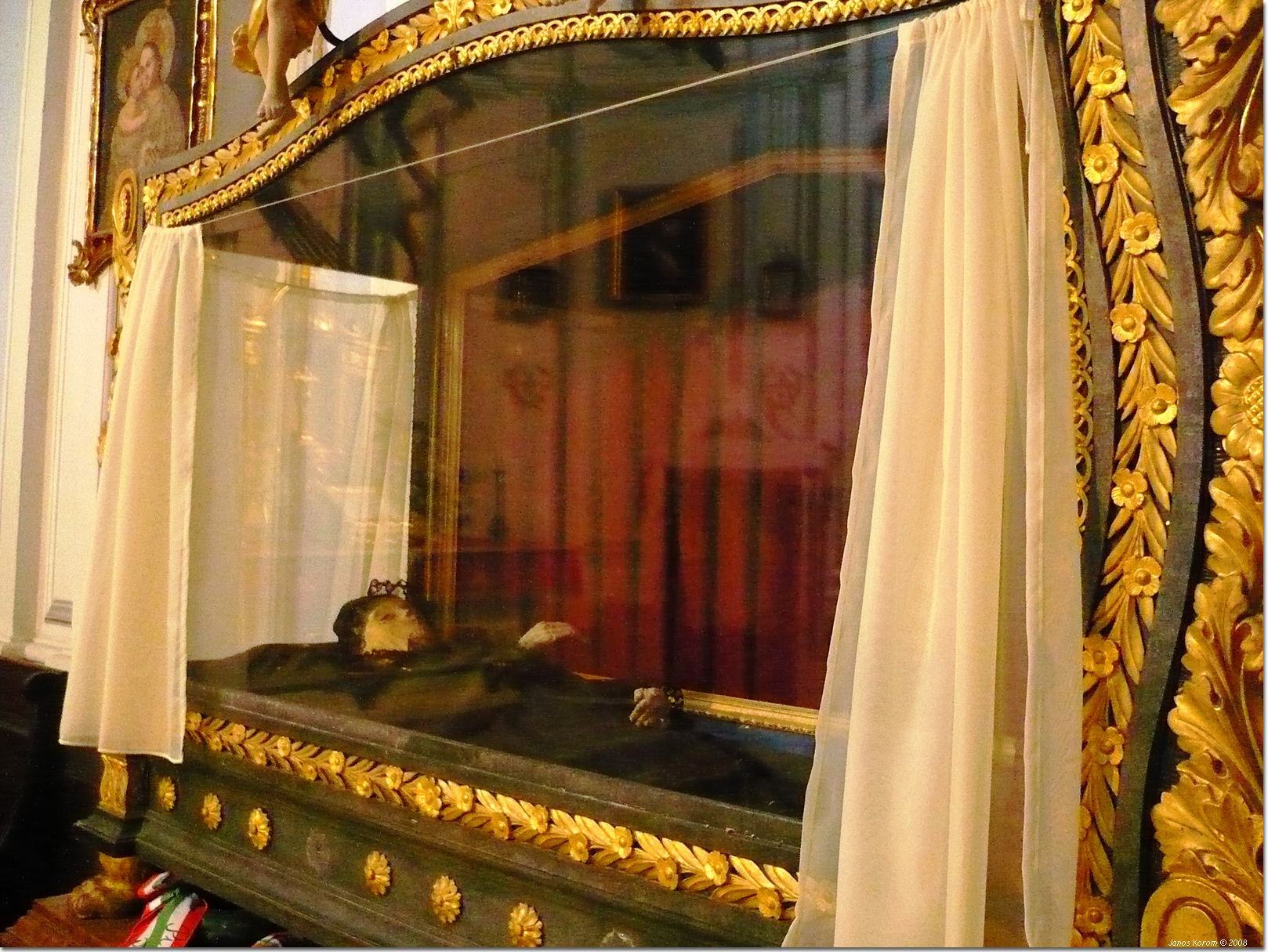
In de kapel ligt het natuurlijk gemummificeerde lichaam van gravin Žofia Serédy opgebaard.

De kapel is voor gelovigen een bedevaartsoord geworden. Zij komen er om een oud beeld van Onze-Lieve-Vrouw van Altijddurende Bijstand, daterende van 1739, te aanschouwen.

## Brand van 2012
Op zaterdagmiddag, 10 maart 2012, woedde een grote brand, die bepaalde delen van het gebouw trof, met name:
- de gehele dakconstructie,
- het oudste (gotische) deel van het gebouw,
- een deel van het Renaissance-paleis.

Hierbij gingen de wapencollectie van Gyula Andrássy en drie klokken in de klokkentoren verloren.
Spoedig kwamen de hulpdiensten met inbegrip van een legerhelicopter ter plaatse voor het blussen, maar het vuur blakerde zes uren. De oorzaak was een grasontbranding op de berghelling die oversloeg naar de houten dakpannen.
Daags nadien deed een krachtige wind een verborgen smeulend vuurtje weder opflakkeren. Bij dit tweede onheil ontstond er een scheur in het plafond van de grote raadszaal vermits een steunmuur door de stormwind was omver geblazen. In de raadszaal stonden meubels van honderden jaren oud.
Noch het lagere deel van het kasteel, noch de Franciska-collectie in het middelste deel, noch de crypte, noch de kapel waren door de brand aangetast. Volgens de toenmalige Slowaakse minister van Cultuur Daniel Krajcer bleef 90% van de collectie onbeschadigd. Ze werd tijdelijk overgebracht naar andere musea. Het kasteel was verzekerd voor € 11,6 miljoen. De kosten van de renovatie werden geraamd op € 15 miljoen.
Na de brand zijn de daken prioritair hersteld en bovendien bedekt met koperplaat.